# Lies in Plain Sight
Lies in Plain Sight (Secreto mortal en España y Mentiras a la vista en Hispanoamérica) es una película estadounidense protagonizada por Martha Higareda y Chad Michael Murray en el 2010 producida por Lifetime dirigida por Patricia Cardoso.

## Sinopsis
La estudiante universitaria Sofía regresa a casa tras conocer la noticia del suicidio de su prima Eva se entera de algunos secretos ocultos y oscuros que la familia ha estado manteniendo. Sobre todo de los de su prima recién fallecida Eva, la cual la engañó durante mucho tiempo.

## Elenco
- Martha Higareda - Sofia Delgado
- Chad Michael Murray - Ethan McAllister
- Rosie Perez - Marisol Reyes
- Yul Vazquez - Rafael Reyes
- Benito Martínez - Héctor Delgado
- Cheyenne Haynes - Eva Reyes
- Lupe Ontiveros - Doctore Stone
- Kendra Jain - Alexa Reyes
- Christoph Sanders - Christian
- Connor Weil - Derek
- Ingrid Oliud - Abby

- Datos: Q3226990